# Stig Sjölin
Stig Karl Olof Sjölin (21. prosince 1928 Värnamo – 9. ledna 1995 Helsingborg) byl švédský boxer střední váhy. Vrcholovému amatérskému boxu se věnoval v letech 1944 až 1957, v profesionálním ringu se nikdy neobjevil.
Na mistrovství Evropy v boxu 1949 postoupil do finále, kde ho porazil László Papp. Na dalším evropském šampionátu konaném v květnu 1951 v Miláně získal zlatou medaili v kategorii do 75 kilogramů. Na letní olympiádě 1952 získal bronzovou medaili, když porazil Börje Grönroose z Finska a Tony Madigana z Austrálie, avšak v semifinále ho vyřadil Floyd Patterson z USA, pozdější profesionální mistr světa. Třetí místo obsadil Sjölin také na mistrovství Evropy v boxu 1953, kde ho v semifinále zastavil západoněmecký reprezentant Dieter Wemhöner. Na ME 1955 získal stříbrnou medaili po finálové porážce se sovětským boxerem Gennadijem Šatkovem. Na olympiádě v roce 1956 vypadl v prvním kole na body s Argentincem Víctorem Zalazarem. 
Byl členem klubů Värnamo BK a Redbergslids BK. Vyhrál 263 zápasů z celkem 295, k nimž ve své kariéře nastoupil, sedmkrát se stal amatérským mistrem Švédska (1949, 1951–54, 1956 a 1957). Reprezentoval Švédsko ve 38 mezistátních utkáních.